# Nchelenge
Nchelenge – miasto w Zambii, w Prowincji Luapula. Według danych szacunkowych na rok 2010 liczy 28 013 mieszkańców.